# Eliminació de glitch

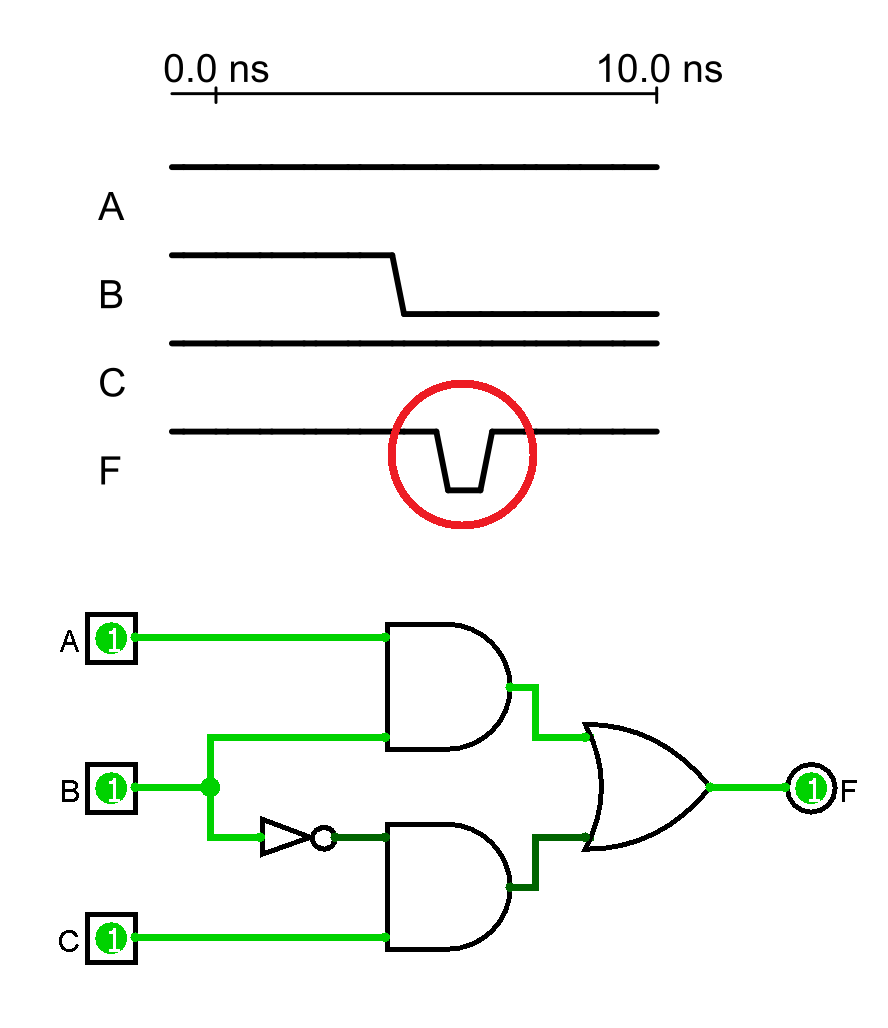
Un error (encerclat en vermell) que es produeix durant el funcionament del circuit.

L'eliminació de glitch és l'eliminació d'errors transitoris — transicions de senyal innecessàries sense funcionalitat — dels circuits electrònics. La dissipació de potència d'una porta es produeix de dues maneres: dissipació de potència estàtica i dissipació de potència dinàmica. La potència de fallida es troba sota una dissipació dinàmica al circuit i és directament proporcional a l'activitat de commutació. La dissipació de potència de fallida és del 20% al 70% de la dissipació de potència total i, per tant, s'hauria d'eliminar la fallida per al disseny de baixa potència.
L'activitat de canvi es produeix a causa de transicions de senyal que són de dos tipus: transició funcional i un error. La dissipació de potència de commutació és directament proporcional a l'activitat de commutació (α), la capacitat de càrrega (C), la tensió d'alimentació (V) i la freqüència de rellotge (f ) com:
P = α·C·V 2 · f
Canviar d'activitat significa transició a diferents nivells. Els errors depenen de les transicions del senyal i més errors produeixen una major dissipació de potència. Segons l'equació anterior, la dissipació de potència de commutació es pot controlar controlant l'activitat de commutació (α), l'escala de tensió, etc.

## Tècniques de reducció de glitch

### Reducció de l'activitat de commutació
Com s'ha comentat, més transicions es tradueixen en més errors i, per tant, més dissipació de potència. Per minimitzar l'aparició d'errors, s'ha de minimitzar l'activitat de canvi. Per exemple, el codi Gray es pot utilitzar als comptadors en comptes del codi binari, ja que cada increment del codi Gray només gira un bit.

### Congelació de la porta
La congelació de la porta minimitza la dissipació d'energia eliminant els errors. Es basa en la disponibilitat de cèl·lules de biblioteca estàndard modificades com l'anomenada F-Gate. Aquest mètode consisteix a transformar les portes amb alts errors en dispositius modificats que filtren els errors quan s'aplica un senyal de control. Quan el senyal de control és alt, l'F-Gate funciona amb normalitat, però quan el senyal de control és baix, la sortida de la porta es desconnecta de terra. Com a resultat, mai es pot descarregar al 0 lògic i s'evitan errors.

### Filtrat de perills i retard de camí equilibrat

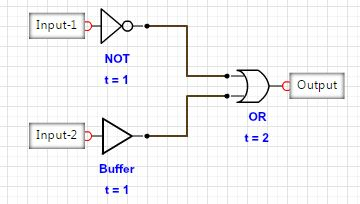
Tècnica de retard de camí equilibrat

Els perills en els circuits digitals són transicions innecessàries a causa de retards variables en el circuit. Les tècniques de retard de camí equilibrat es poden utilitzar per resoldre diferents retards de camí. Per fer que els retards dels camins siguin iguals, la inserció de memòria intermèdia es fa als camins més ràpids. El retard del camí equilibrat evitarà errors a la sortida.

### Mida de la porta
Les tècniques d'augment de mida de la porta i de reducció de la porta s'utilitzen per equilibrar el camí. Una porta es substitueix per una cel·la lògicament equivalent però de mida diferent, de manera que es canvia el retard de la porta. Com que augmentar la mida de la porta també augmenta la dissipació de potència, l'augment de la mida de la porta només s'utilitza quan l'energia estalviada mitjançant l'eliminació d'errors és superior a la dissipació de potència a causa de l'augment de mida. La mida de la porta afecta les transicions amb problemes però no afecta la transició funcional.

### Transistor de llindar múltiple
El retard d'una porta és una funció de la seva tensió llindar. Es seleccionen camins no crítics i s'incrementa la tensió de llindar de les portes en aquests camins. Això provoca un retard de propagació equilibrat al llarg de diferents camins que convergeixen a la porta receptora. El rendiment es manté ja que està determinat pel temps requerit pel camí crític. Una tensió de llindar més alta també redueix el corrent de fuita d'un camí.